# Shūji Tsurumi
Shūji Tsurumi (jap. 鶴見 修治, Tsurumi Shūji; * 29. Januar 1938 in Taitō, Tokio) ist ein ehemaliger japanischer Kunstturner.
Er gewann bei den Olympischen Sommerspielen 1960 in Rom eine Goldmedaille im Mannschaftsmehrkampf.  Im Wettkampf am Seitpferd gewann er Bronze und im Einzelmehrkampf belegte er den vierten Platz. Vier Jahre später bei den Olympischen Sommerspielen in Tokio gewann er abermals Gold im Mannschaftsmehrkampf. Zusätzlich gewann er drei Silbermedaillen bei den Einzelwettkämpfen am Barren, am Seitpferd und im Einzelmehrkampf.
Bei den Turn-Weltmeisterschaften 1966 in Dortmund wurde er Weltmeister im Mannschaftsmehrkampf und Vizeweltmeister im Einzelmehrkampf.
Tsumuri wurde 2008 in die International Gymnastics Hall of Fame aufgenommen.